# Dactylopus kuiteri
Dactylopus kuiteri · Dragonnet de Kuiter
Espèce
Dactylopus kuiteri, communément nommé Dragonnet de Kuiter, est une espèce de poissons marins de la famille des Callionymidae.
Le Dragonnet de Kuiter est présent dans les eaux tropicales de la région centrale de l'Indo-Pacifique et d'après les informations actuelles plus particulièrement en Indonésie.
Sa taille maximale est de 15 cm .